# Bisdom Balasore
Het bisdom Balasore (Latijn: Dioecesis Balasorensis) is een rooms-katholiek bisdom met als zetel Balasore, in India. Het bisdom is suffragaan aan het aartsbisdom Cuttack-Bhubaneswar. 

## Geschiedenis
Het bisdom werd opgericht op 8 juni 1968, als de apostolische prefectuur Balasore, uit delen van het aartsbisdom Calcutta. Op 18 december 1989 werd het verheven tot bisdom. 

## Parochies
Het bisdom had in 2020 een oppervlakte van 28.118 km2 en telde 9.276.308 inwoners waarvan 0,3% rooms-katholiek was.

## Bisschoppen
- Jacob Vadakeveetil (apostolisch administrator: 14 juni 1968 - 13 januari 1990)
- Thomas Thiruthalil (18 december 1989 - 9 december 2013)
- Simon Kaipuram (9 december 2013 - 22 april 2019)
- Varghese Thottamkara (10 mei 2023 - heden)

Cuttack-Bhubaneswar (aartsbisdom) · Balasore · Berhampur · Rayagada · Rourkela · Sambalpur